# Urs Hürlimann
Urs Hürlimann (* 1. Dezember 1955 in Zug; heimatberechtigt in Walchwil) ist ein Schweizer Politiker (FDP). Er war von 2012 bis 2018 Regierungsrat des Kantons Zug. 

## Biografie
Urs Hürlimann arbeitete von 1977 bis 1983 in Goldau (Kanton Schwyz) als Primarlehrer und wechselte dann zur Kantonspolizei Zug, bei welcher er von 1983 bis 1990 das Amt als Stabschef innehatte und von 1991 bis 2004 als Kommandant agierte. Während seiner Zeit bei der Kantonspolizei Zug war er Hauptinitiator des Zusammenschlusses der Kantons- und Stadtpolizei zur Zuger Polizei. Beim Attentat auf den Zuger Kantonsrat vom 27. September 2001, das für den Kanton Zug wie die Schweiz ein traumatisches Erlebnis darstellte, wirkte er als Leiter des Krisenstabs.
Von 2004 bis 2011 war Hürlimann als Berufsoffizier im Range eines Brigadiers Kommandant Militärische Sicherheit im VBS und tätig im VSSU. Er präsidiert die Morgartenkommission, die das Morgartenschiessen organisiert. 
Hürlimann ist verheiratet und Vater von drei erwachsenen Kindern; er wohnt in Hünenberg.

## Politik
Ab Februar 2012 leitete Hürlimann als Regierungsrat die Zuger Gesundheitsdirektion.
Als Gesundheitsdirektor war er mit über 100 Angestellten verantwortlich für das Spitalwesen und den Rettungsdienst, Gesundheitsförderung und Prävention, Fragen der Berufsausübung im Gesundheitswesen, die Heilmittelkontrolle, die Lebensmittelsicherheit und das Veterinärwesen. In seiner Funktion als Gesundheitsdirektor präsidierte Urs Hürlimann die Konferenz der Zentralschweizer Gesundheitsdirektorinnen und Gesundheitsdirektoren (ZGSDK, Bereich Gesundheit) sowie den Konkordatsrat des Psychiatriekonkordats Uri/Schwyz/Zug. Ab 2014 war er Vorstandsmitglied der Schweizerischen Konferenz der kantonalen Gesundheitsdirektorinnen und -direktoren (Gesundheitsdirektorenkonferenz, GDK). Bei den Wahlen 2018 trat er nicht erneut an.